# Paul Joseph Riegger
Paul Joseph Riegger (ur. 29 czerwca 1705 we Freiburgu, zm. 2 grudnia 1775 w Wiedniu) – prawnik austriacki i najważniejszy teoretyk tzw. kościoła państwowego i józefinizmu.
Jego ojciec Johann Baptist Riegger był urzędnikiem kancelarii Austrii Przedniej (Vorderösterreich). Paul Joseph od jesieni roku 1720 studiował na jezuickim fryburskim uniwersytecie. Do roku 1722 studiował filozofię (obowiązkowo), zaś po 1722 - prawo (fakultatywnie). 
Po egzaminie w roku 1726 rozpoczął praktykę. W 1729 powrócił na uczelnię by uzyskać stopień Licentiatus Juris. Od roku 1731 studiował w Lejdzie (Holandia), gdzie uczył go Johann Jacob Vitriarius (1679-1745). 
W 1733 powrócił do Freiburga jako Doctor Juris Utriusque. W tym samym roku został profesorem prawa naturalnego i stosowanego i historii niemieckiej na uniwersytecie w Innsbrucku. Działał tam przez 16 lat. Wśród jego uczniów z tych lat był Karl Anton von Martini, późniejszy kolega na fakultecie. Dwukrotnie zostawał Riegger rektorem, a osiem razy dziekanem fakultetu prawniczego. Następnie przeniósł się do Collegium Theresianum, od roku 1753 działał na zreformowanym uniwersytecie wiedeńskim, na którym przed reforma dominowali jezuici. Tu rozwijał koncepcję józefinizmu. 
Okres ten nazywano "złotym okresem Alma mater Rudolfina". W roku 1764 Riegger został nobilitowany do stanu szlacheckiego. Następnie wydał podręcznik prawa: Institutiones iurisprudentiae ecclesiasticae, który zaakceptowała Maria Teresa Habsburg w 1768 jako obowiązujący. Biskup Wiednia zwalczał tezy pracy.

## Dzieła
- Dissertatio historico juridico de ordine equestri teutonico, 1742;
- Systema iurisprudentiae naturalis seu universalis tam publicae quam privatae in usum academicum concinnatum et in quattuor partes divisum, (tylko raz wydane) 1744;
- Systema historicae Romano-Germanicae in tabulas contractum et in certos distinctum,1745-47;
- Corpus iuris publici et ecclesiastici Germaniae academicum oder Akademische Sammlung des deutschen Staats- und Kirchenrechts, 1764;
- Institutiones iurisprudentiae ecclesiasticae, 1765-1773, Neuaufl. 1777/78, 1780; Specimen corporis iurisprudentiae ecclesiasticae regni Hungariae et partium eidem adnexarum secundum ordinem decretalium Gregorii IX. Papae digesti, 1768-1773;
- Principia iuris ecclesiastici Germaniae, 1771 i 1773;
- Elementa iuris ecclesiastici, 1774-1775;
- Corpus iuris ecclesiastici novissimi, drugie wydanie w 1775.